# Glauco (escultor)
Glauco (Glaukos) foi um escultor da Grécia Antiga, natural de Quios, e ativo em torno de 630 a.C. A tradição diz que ele foi o inventor da solda. Pausânias refere que ele criou a base ornamental de um vaso de prata enviado como presente dos reis da Lídia ao santuário de Delfos.